# Жатай
Жата́й (якут. Сатай, Һатай) — посёлок городского типа в Республике Саха (Якутия). Образует городской округ Жатай.

## География
Жатай расположен на левом берегу реки Лены, в 15 км ниже Якутска, в долине Туймаада. Некоторые районы посёлка затапливаются весенним половодьем. Наиболее высокие уровни воды при половодьях с подтоплением центральной части поселка за последние 50 лет наблюдались в 1964 (92,99 м), 1998 (93,35 м), 1999 (93,70 м), 2001 (94,22 м) годах.
Население 10135 человек (2019).

### Климат
Жатай расположен в зоне резко континентального климата и многолетней мерзлоты (62° северной широты). Климат Жатая отличается наибольшими различиями между зимними и летними температурами воздуха. Средняя годовая температура воздуха составляет −10,2°С. Самая низкая температура (-64,4°С) была зарегистрирована 5 февраля 1891 года, а самая высокая (+38,3°С) — 15 июля 1942 года. Самым холодным месяцем является январь, среднемесячная температура которого здесь составляет −42,7°С (при этом в 1900 году она достигла −51,4°С). Самым тёплым месяцем является июль, когда в среднем наблюдается +18,7 °С.
Наиболее характерным атмосферным явлением зимой для Жатая являются туманы: в среднем они отмечаются до 60 дней в год. Также здесь крайне незначительно количество выпадающих осадков (в среднем 202 мм за год, что сопоставимо с полупустынями, но благодаря вечной мерзлоте, которая постепенно к осени оттаивает на 1,5-2 метра и подпитывает влагой весь растительный мир, в Центральной Якутии, вероятно, поэтому нет полупустыни. Снежный покров устойчиво держится 199 дней в году, но его мощность невелика (около 30 см), как и относительная влажность (в среднем за год 57 %).

## История
Дата основания точно неизвестна. Первые упоминания населённого пункта на этом месте относятся к 1920-м годам.
В 1948 году населённый пункт Жатайстрой был переименован в Жатай и отнесён к категории рабочего посёлка (посёлка городского типа) Указом Президиума Верховного Совета РСФСР от 28 апреля 1948 года.
Поселок строился для работников Жатайского судоремонтно-судостроительного завода и нефтебазы.
Законом Республики Саха (Якутия) от 30 ноября 2004 года Жатай, подчинённый городу Якутску, был преобразован в отдельное муниципальное образование со статусом городского округа. При этом территория самого Жатайского округа со всех сторон окружена территорией городского округа «Город Якутск».

## Население
| 1959    | 1970    | 1979    | 1989    | 2002    | 2009    | 2010    |
| ------- | ------- | ------- | ------- | ------- | ------- | ------- |
| 4456    | ↗5524   | ↗7073   | ↗8152   | ↗8405   | ↗9164   | ↗9504   |
| 2011    | 2012    | 2013    | 2014    | 2015    | 2016    | 2017    |
| ↗9511   | ↗9607   | ↘9589   | ↘9432   | ↘9290   | ↘9196   | ↘9079   |
| 2018    | 2019    | 2020    | 2021    | 2022    | 2023    | 2024    |
| ↗10 089 | ↗10 135 | ↗10 352 | ↗11 436 | ↗11 467 | ↗11 583 | ↗11 772 |
| 2025    |         |         |         |         |         |         |
| ↗12 541 |         |         |         |         |         |         |

## Промышленность
Основными градообразующими предприятиями являются Жатайский судоремонтно-судостроительный завод (крупнейший в Якутии) и Якутская нефтебаза.

## Галерея
- Въезд в Жатай
- Улица Строда
- Центральная площадь Жатая
- Суда в Жатайском затоне